# 長野県道220号千人塚公園線
長野県道220号千人塚公園線（ながのけんどう220ごう せんにんづかこうえんせん）は、長野県上伊那郡飯島町の千人塚公園と長野県道15号飯島飯田線交点を結ぶ一般県道。

## 概要

### 路線データ
- 起点：千人塚公園
- 終点：上伊那郡飯島町大字七久保（七久保駅入口交差点、長野県道15号飯島飯田線・長野県道219号七久保停車場線交点）

## 交差する道路
- 長野県道15号飯島飯田線・長野県道219号七久保停車場線（終点）